# St. Veit (Fahrenzhausen)

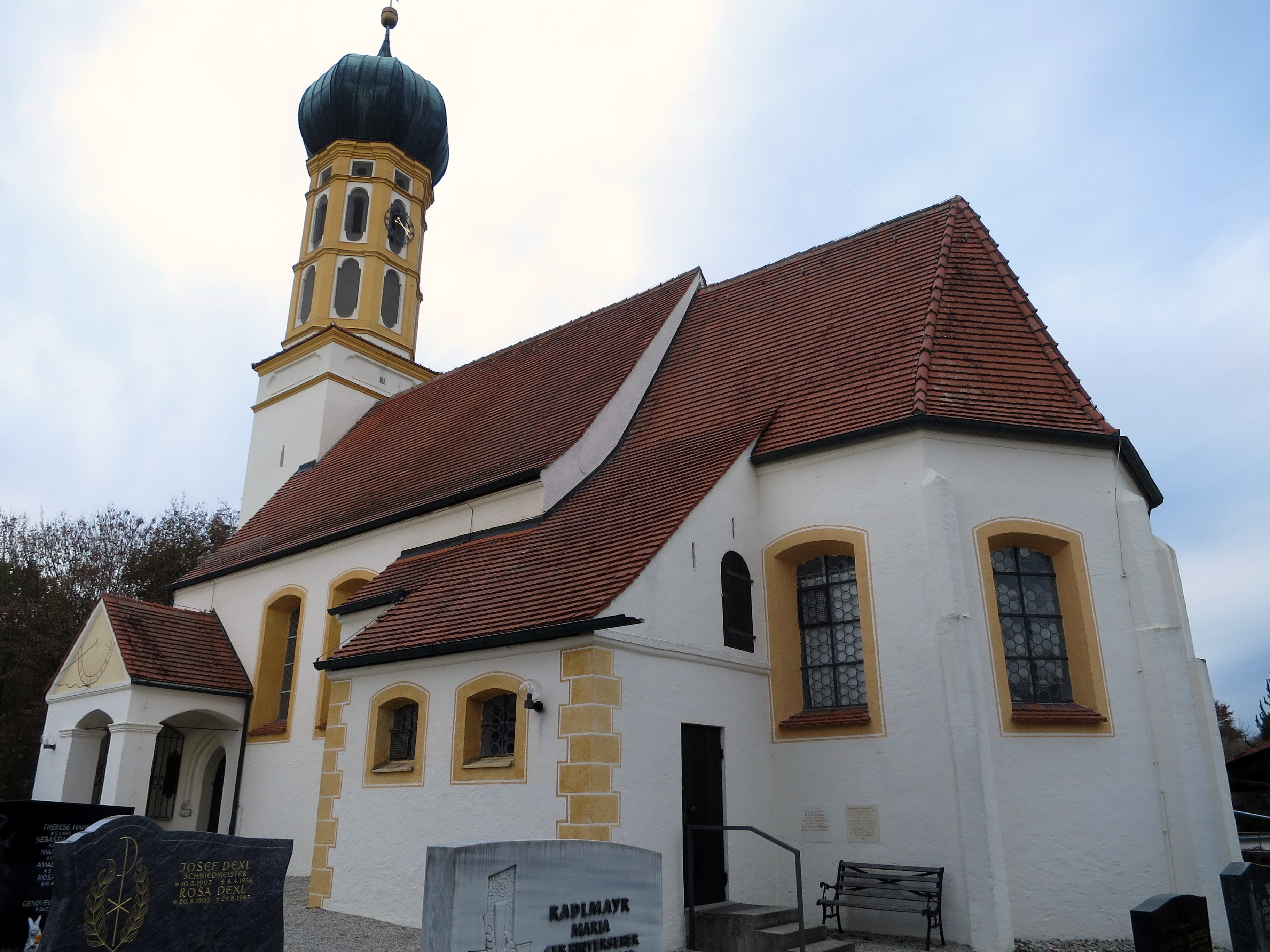
Filialkirche St. Veit in Fahrenzhausen

Die römisch-katholische Filialkirche St. Veit (St. Vitus) in Fahrenzhausen, Landkreis Freising, ist ein im Kern spätgotischer Saalbau mit angefügter Sakristei, eingezogenem polygonalem Chor und Westturm. Sie wurde Ende des 15. Jahrhunderts erbaut und später barockisiert. Sie hat einen Turm mit barocker Zwiebelhaube und ist ein geschütztes Baudenkmal, das in der Liste der Baudenkmäler verzeichnet ist.

## Geschichte

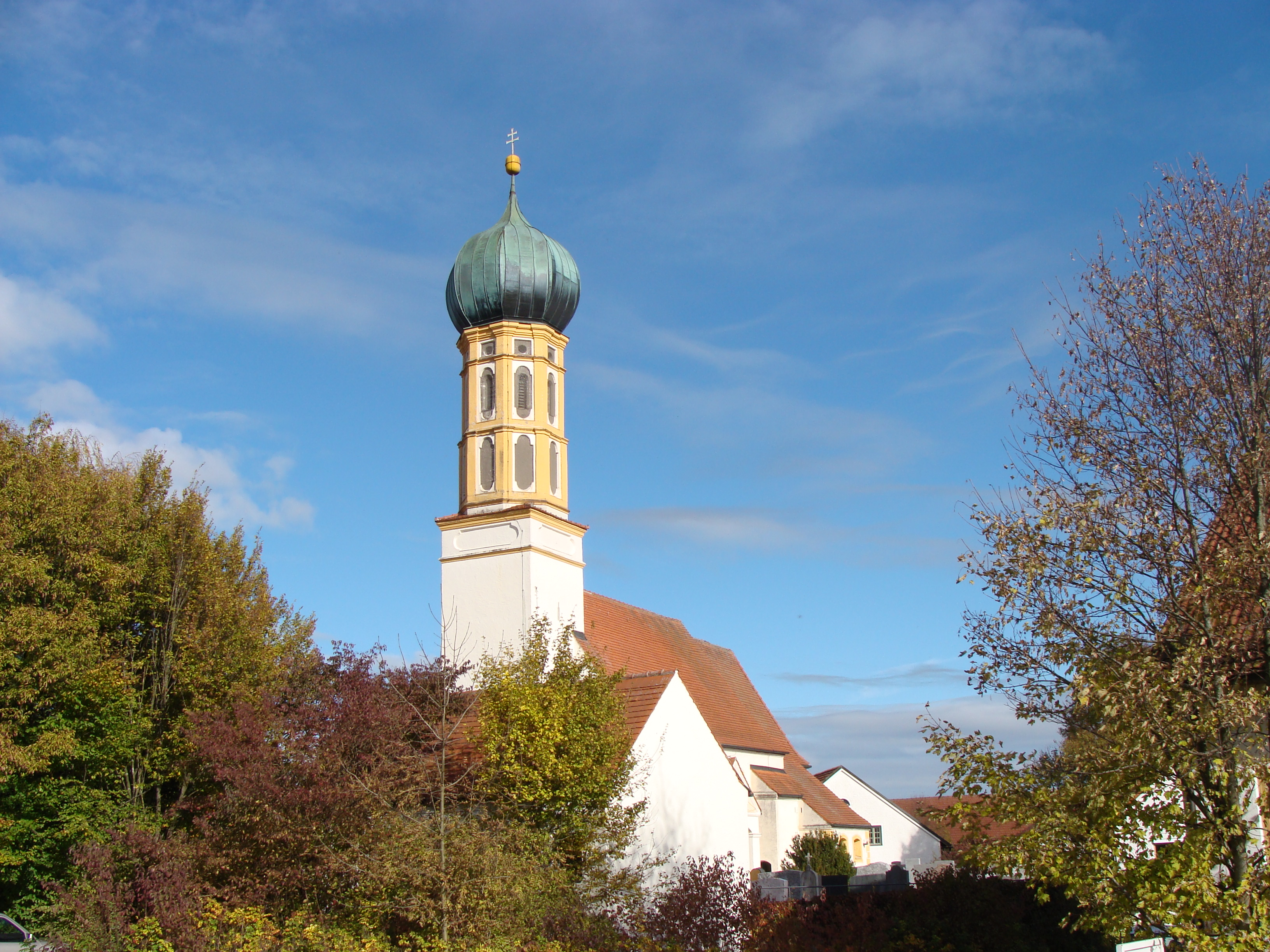
Barockturm

Die Filiale in Fahrenzhausen (Pfarrei Jarzt) wurde erstmals in der Konradinischen Matrikel von 1315 als „Warnoltshausen“ erwähnt. Fahrenzhausen hatte schon damals einen Friedhof. Aus gotischer Zeit stammt der Altarraum mit seinem Gewölbe. Das Langhaus wurde um 1600 und um 1726 umgestaltet. Dabei vergrößerte man auch die Fenster des Altarraums.
Über dem unteren schmucklosen Teil des an der Westseite der Kirche gelegenen Turmes erhebt sich ein achteckiger Aufsatz, der durch gelb gestrichene Lisenen, ovale Schallfenster und Felderungen gegliedert und von einer formvollendeten Zwiebel gekrönt ist.
Am Ende des 17. Jahrhunderts wurde die Kirche im Inneren im Stil des Barocks, zu Beginn des 18. Jahrhunderts im Stil des Rokoko neu ausgestattet.
Die Kirche war noch 1524 dem Patronat  der Martin von Tours  anvertraut. Spätestens seit 1560 hat sie den Hl. Vitus als Patron. Doch auch später wurde der Martinstag besonders begangen; die Kirchenrechnungen enthalten Sammlungen nicht nur am Vitusfest (15. Juni), sondern auch am St. Martinstag (11. November).
Fahrenzhausen mit der Kirche St. Veit liegt im Landkreis Freising. Bis 1972 gehörte die Gemeinde zum Landkreis Dachau, diese frühere Verbindung ist heute noch spürbar, denn der zum Dekanat Dachau gehörende heutige Pfarrverband geht über die Landkreisgrenzen hinaus und umfasst neben Jarzt und der Kuratie Weng im Landkreis Freising auch Haimhausen und Giebing im Landkreis Dachau.

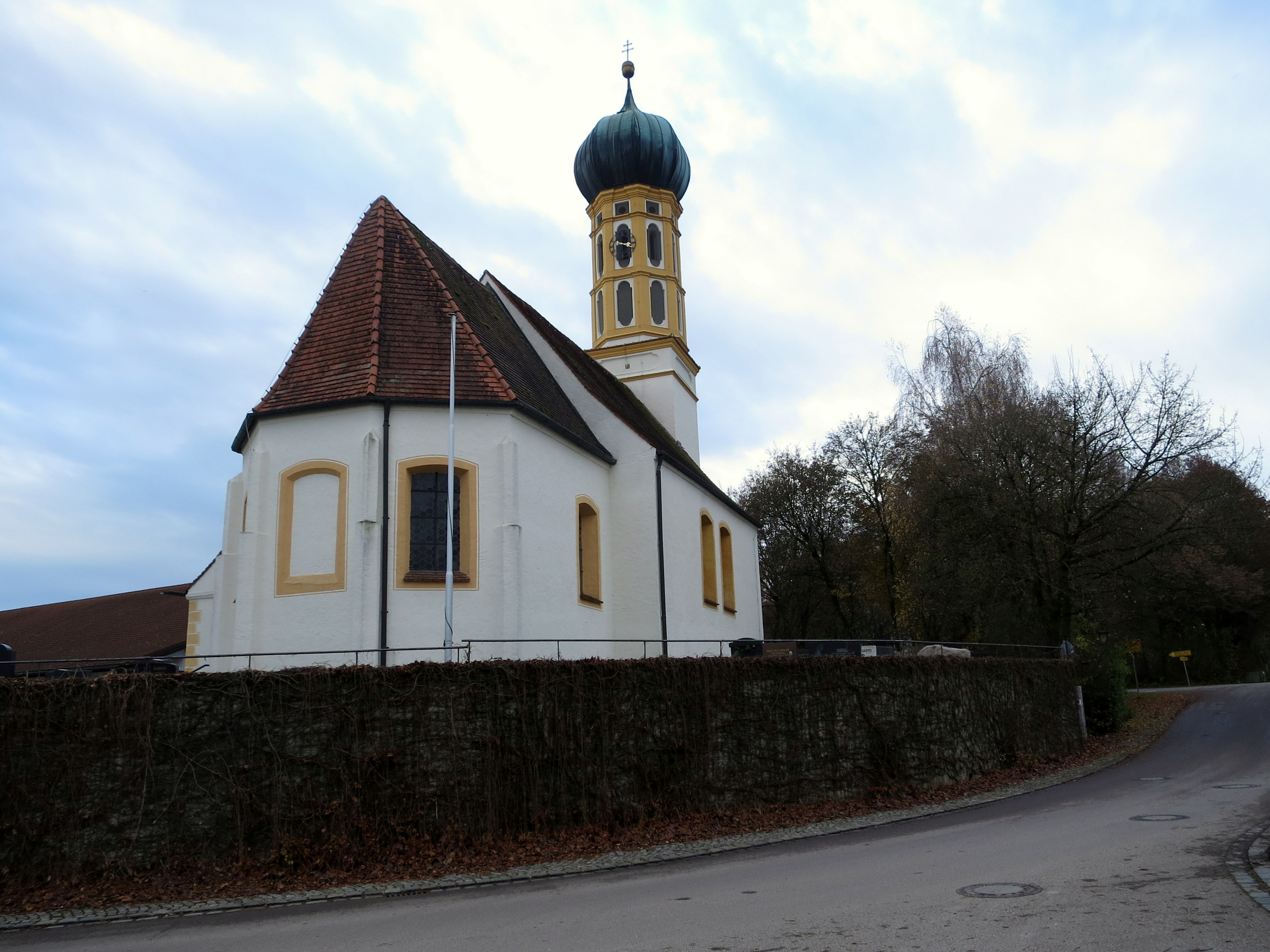
Kirche hinter Friedhofsmauer mit barock vergrößerten Chorfenstern

## Ausstattung
Der Kirche sieht man nicht nur am Gebäude selbst an, dass sie aus verschiedenen Zeiten stammt, auch in der Ausstattung trifft dies zu. Von außen erkennt man einen spätgotischen Chor, dessen Fenster in der Barockzeit vergrößert wurden. Auch der Turm ist älter als die bekrönende Zwiebelhaube selbst. Im Inneren ergibt sich ein ähnlicher Unterschied. Die flache alte Holzdecke und der Altarraum passen nicht optimal zu der barocken Ausstattung.

### Hochaltar
Der Hochaltar im gotisch gewölbten Chor ist aus dem Rokoko und besitzt als zentrale Figur eine Madonna von Christian Jorhan dem Älteren. Links und rechts stehen als Assistenzfiguren der Hl. Josef (mit Kind auf dem Arm) und der Hl. Christophorus (mit Stab und Kind auf der Schulter).

### Seitenaltäre
Die barocken Seitenaltäre sind von Paul Hörndl; der linke zeigt zentral den Hl. Sebastian am Marterbaum, der seitlich begleitet wird vom Hl. Rochus im Pilgergewand. Der rechte Seitenaltar zeigt auf seinem Altarblatt die Hl. Anna im Kreise der Heiligen Familie. Als Begleitfigur steht auf der Innenseite die Hl. Barbara (mit Kelch und Turm).

### Figuren und Deckengemälde
An den Wänden des Altarraumes stehen die Figuren von zwei Bischöfen; die eine stellt den Hl. Ulrich von Augsburg dar, kenntlich am Fisch auf der Bibel. Die andere Figur ist der Hl. Wolfgang, sie ist recht alt und stammt aus der Zeit um 1670.
An den Wänden des Hauptschiffs befinden sich neben einem Kanzelkreuz noch eine Muttergottesfigur, ein Ignatius von Loyola und ein Johannes von Gott. Besonders anschaulich ist ein Hl. Vitus, nämlich ein Kind, das im Ölkessel sitzt, unter dem die Flammen lodern.
Dieses Kirchenschiff besitzt eine hölzerne Flachdecke aus der Renaissance. In ihrer Mitte befindet sich ein rechteckiges Gemälde von Carl Kraft mit spitzbogigen Ausbuchtungen. In ihm ist ebenfalls das Martyrium des Kirchenpatrons, des Hl. Vitus, dargestellt, der den Tod im siedenden Öl der Verleugnung seines Glaubens vorzog.

### Orgel
Die Orgelempore, auf der sich die neue Orgel befindet, ist eine freitragende Holzkonstruktion, die in der Mitte etwas vorspringt. Auf ihr steht ein Instrument, das 1994 von der Orgelbaufirma Anton Staller aus Grafing eingebaut wurde. Es besitzt zwei Manuale, zehn Register und 685 Pfeifen. Die Disposition lautet wie folgt:
| I Manual C–g3 |       |
| Gedeckt       | 8′    |
| Praestant     | 4′    |
| Prinzipal     | 2′    |
| Mixtur III    | 1 ⁄3′ |

| II Manual C–g3 |       |
| Rohrflöte      | 8′    |
| Koppelflöte    | 4′    |
| Sesquialter    | 2 ⁄3′ |
| Waldflöte      | 2′    |
| Tremulant      |       |

| Pedal C–f1  |     |
| Subbass     | 16′ |
| Gedecktbass | 8′  |

- Koppeln: II/I, I/P, II/P

Diese Orgel ersetzte ein fünfregistriges Instrument der Firma Nenninger aus dem Jahre 1930, das wegen des Holzwurmbefalls und anderer technischer Mängel nicht mehr zu retten war.